# Battaglia di dieci uomini nudi
La Battaglia di dieci uomini nudi è un'incisione a bulino (42,4x60,9 cm) di Antonio del Pollaiolo, databile al 1460-1465 circa e conservata, nel migliore esemplare, al Museum of Art di Cleveland. Tra le varie copie ne esiste anche una al Gabinetto dei Disegni e delle Stampe a Firenze e una alla Biblioteca Marucelliana. Quest'ultima è stata esposta in occasione della grande mostra per i cinquecento anni dell'Orlando Furioso a Ferrara nel 2016 - 2017
Questa incisione influenzò molto il Combattimento tra Amore e Castità di Perugino, realizzato per lo studiolo di Isabella d'Este, oggi al Museo del Louvre, e la Battaglia di Cascina di Michelangelo.

## Descrizione e stile
L'opera è firmata "OPUS / ANTONII POLLA / IOLI FLOREN / TINI" su una tabula ansata appesa a un albero a sinistra. Se ne conoscono circa cinquanta esemplari, ma solo quello di Cleveland viene considerato di un'impressione di primo stato.
Il soggetto, una delle migliori battaglie create da un artista del Rinascimento, non è chiaramente decifrato. Non si sa infatti se si tratti di una rappresentazione di una battaglia reale o mitologica o di una citazione di un modello antico (come un rilievo di un sarcofago) o di una semplice prova estetica, nata col fine di presentare un repertorio di figure nel corso di un'azione di guerra in un insieme ben bilanciato. Sull'interpretazione si dedicò a lungo, tra gli altri, Panofsky, che non riuscì però ad arrivare a una soluzione definitiva.
Dieci uomini nudi, armati di spade, archi, asce e pugnali, si danno una furente battaglia, creando una sorta di catena tra un soggetto e l'altro data dai ritmi delle linee di contorno, che fanno spiccare le masse tese e nervose dei muscoli, vibranti ed elastici. Le anatomie sono in parte tratte dal vero e in parte dall'attenta osservazione dei bassorilievi antichi: l'effetto è quello di un'inconsueta commistione tra aspro realismo e idealizzazione intellettuale.
I due guerrieri al centro sono la stessa figura vista di fronte e di spalle, secondo un procedimento legato al concetto di varietas, che si trova anche in opere di Piero del Pollaiolo, fratello di Antonio. Particolarmente riuscite sono poi le due figure in primo piano sulla sinistra, con il gesto, particolarmente azzeccato, dell'uomo disteso che tenta di difendersi scacciando l'avversario con la gamba contro l'altrui anca. Il gruppo in primo piano a destra invece, dove un uomo colpisce da dietro un avversario giacente (morto o svenuto), ricorda composizioni simili di altri artisti, animate forse da un'ispirazione comune, come il Sansone e Dalila di Andrea Mantegna.
Il suolo è cosparso di scudi e armi cadute, mentre lo sfondo è composto da alte specie vegetali che non hanno niente di prospettico, tra cui si riconoscono alberi, arbusti, canne e fiori. Alcuni nastri sventolanti accentuano i giochi lineari.
L'incisione ebbe un notevole successo e assicurò all'artista una straordinaria fama anche oltre i confini della Toscana fin nell'Europa del Nord, come testimoniano il fiorire di repliche, varianti e citazioni. Una copia della stampa è ricordata nel 1468 in possesso di Francesco Squarcione a Padova.